# IAI Scout

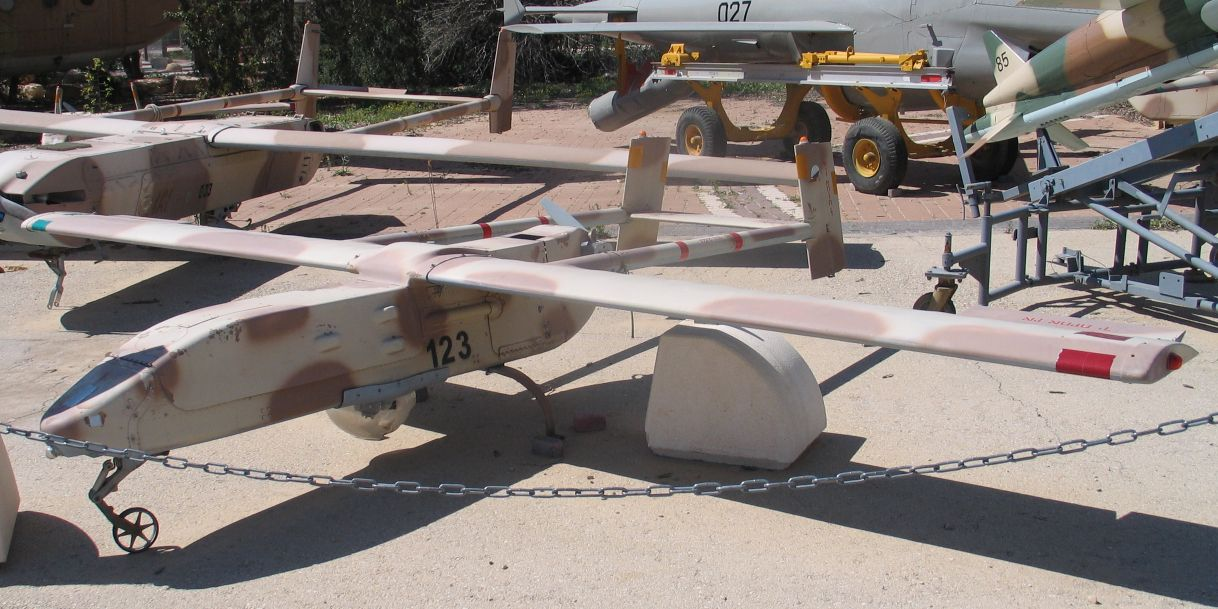
БПЛА Скаут

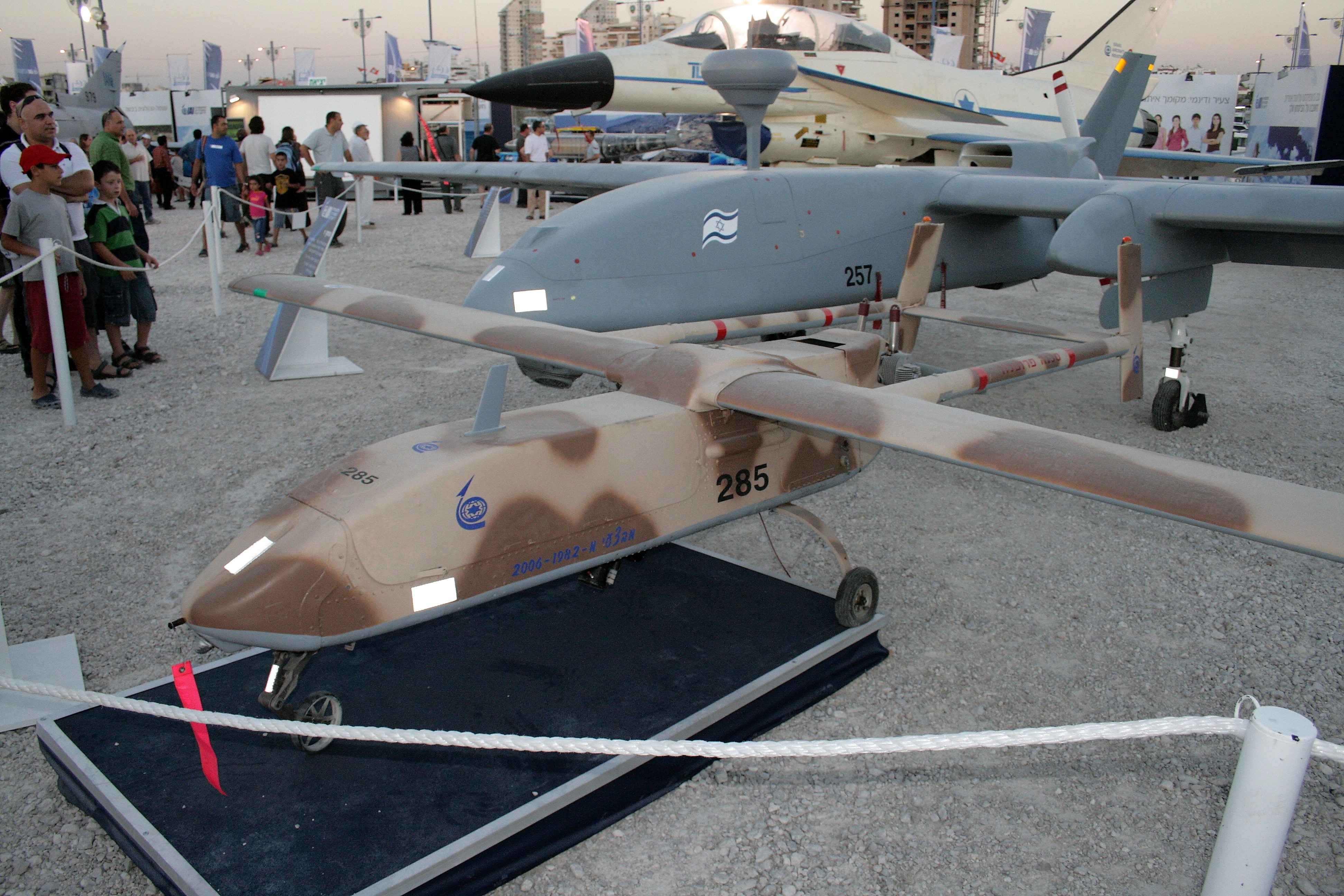
БПЛА Скаут

IAI Scout — тактический разведывательный БПЛА, разработан израильской фирмой IAI. 
Впервые Scout был представлен публике на Парижском авиасалоне в 1979 году. Scout оборудован телевизионной камерой Tamam с телефотолинзой и с системой передачи для GCS в реальном времени. 
Состоит на вооружении ВВС и СВ Израиля, ВВС Сингапура, ВВС Южной Африки и СВ Швейцарии, использовался в боевых действиях против Сирии и Ливана, в операции «мир Галилее» в 1982 году. 
Известна воздушная победа Scout над  сверхзвуковым истребителем МиГ-21 ВВС Сирии.

## ЛТХ
- Модификация Scout
- Размах крыла, м 4,96
- Длина, м 3,68
- Высота, м 0,94
- Масса, кг:

- пустого 96
- полезной нагрузки 38
- топлива 25
- максимальная взлетная 159

- Тип двигателя 1 ПД
- Мощность, л.с. 1 х 22
- Максимальная скорость, км/ч: 176
- Крейсерская скорость, км/ч: 102
- Дальность действия, км: 100
- Продолжительность полёта, ч: 7
- Практический потолок: 4575